# Jüdischer Friedhof (Hennweiler)
Der Jüdische Friedhof Hennweiler  ist ein Friedhof in der Ortsgemeinde Hennweiler im Landkreis Bad Kreuznach in Rheinland-Pfalz. 
Der jüdische Friedhof liegt am nordöstlichen Ortsrand an der Ecke Freiherr-vom-Stein-Straße in Ambrach.
Auf dem 615 m² großen Friedhof, der von einer Hecke umgeben ist, befinden sich etwa 30 Grabsteine.
Beim Eingang befindet sich eine große Tafel mit Informationen zu den ehemaligen jüdischen Einwohnern von Hennweiler und Bruschied und ein Hinweis auf Gedenksteine auf den Gemeindefriedhöfen von Hennweiler und Bruschied.

## Geschichte
Der Friedhof wurde vor 1811 (vermutlich um 1800) angelegt und bis in die erste Hälfte des 20. Jahrhunderts und dann wieder in den Jahren 1985 und 1986 belegt. Seit 1895 wurden auch die verstorbenen Juden aus Bruschied in Hennweiler beigesetzt. 1938 wurde der Friedhof geschändet: Die Grabsteine wurden umgeworfen und die Einzäunung zerstört. Im Jahr 1939 mussten die Juden ihre Synagoge und ihren Friedhof an die politische Gemeinde verkaufen. 1939/40 wurden die Bäume auf dem Friedhof von Soldaten, die in Hennweiler stationiert waren, gefällt. Der Friedhof sollte geräumt und als Bauland verkauft werden. Ein Teil der Grabsteine wurde gestohlen, teilweise als Baumaterial verwendet.